# آنکرانا آواراترا
آنکرانا آواراترا (به لاتین: Ankerana Avaratra) یک منطقهٔ مسکونی در ماداگاسکار است که در تزیروآنوماندیدی واقع شده‌است. آنکرانا آواراترا ۸٬۰۰۰ نفر جمعیت دارد و ۸۵۸ متر بالاتر از سطح دریا واقع شده‌است.